# Троицкое сельское поселение (Тюкалинский район)
Троицкое се́льское поселе́ние — муниципальное образование в Тюкалинском районе Омской области Российской Федерации.
Административный центр — село Троицк.

## История
Статус и границы сельского поселения установлены Законом Омской области от 30 июля 2004 года № 548-ОЗ «О границах и статусе муниципальных образований Омской области».

## Население
| 2010 | 2011 | 2012 | 2013 | 2014 | 2015 | 2016 |
| ---- | ---- | ---- | ---- | ---- | ---- | ---- |
| 700  | ↘698 | ↘687 | ↗712 | ↘695 | ↘679 | ↘673 |
| 2017 | 2018 | 2019 | 2020 | 2021 | 2023 |      |
| ↘667 | ↘664 | →664 | ↘657 | ↘484 | ↘451 |      |

## Состав сельского поселения
| № | Населённый пункт | Тип населённого пункта       | Население |
| - | ---------------- | ---------------------------- | --------- |
| 1 | Ермолино         | деревня                      | ↘40       |
| 2 | Орлово-Кукушкино | деревня                      | ↘90       |
| 3 | Сергеевка        | деревня                      | ↗53       |
| 4 | Троицк           | село, административный центр | ↗504      |
| 5 | Чайкино          | деревня                      | ↘13       |